# Summit (Washington)
Summit è un census-designated place (CDP) degli Stati Uniti d'America, situato nello stato di Washington, nella contea di Pierce.